# ما بعد العروش
ما بعد العروش (بالإنجليزية: After the Thrones)‏ هو برنامج تلفزيوني ما بعد العرض أمريكي عُرض لأول مرة في 25 أبريل 2016 وانتهى في 28 يونيو 2016. استضافه أندي غرينوالد وكريس رايان اللذان ناقشا حلقات المسلسل التلفزيوني صراع العروش على قناة إتش بي أو. تم إنتاج البرنامج الحواري تنفيذيًا بواسطة بيل سيمونز وإريك وينبرجر. استضاف جرينوالد وريان سابقًا نسخة بودكاست من البرنامج بعنوان شاهد العروش على موقع أرض سيمونز المنحوتة. تم بث برنامج حواري مماثل يسمى ثرونكاست على القناة البريطانية سكاي أتلانتيك، والذي ناقش أيضًا حلقات صراع العروش.
تم توفير البرنامج الحواري للمشتركين في إتش بي أو وإتش بي أو ناو، ويذاع يوم الاثنين التالي لكل حلقة من صراع العروش. بعد إلغاء العرض، قام غرينوالد وريان، إلى جانب سيمونز، بإنشاء بودكاست فيديو مباشر مماثل للتوزيع على تويتر يسمى تحدث عن العروش. على الرغم من أنه يغطي نفس الموضوع، إلا أنه إنتاج مختلف.